# 岡崎おうはん

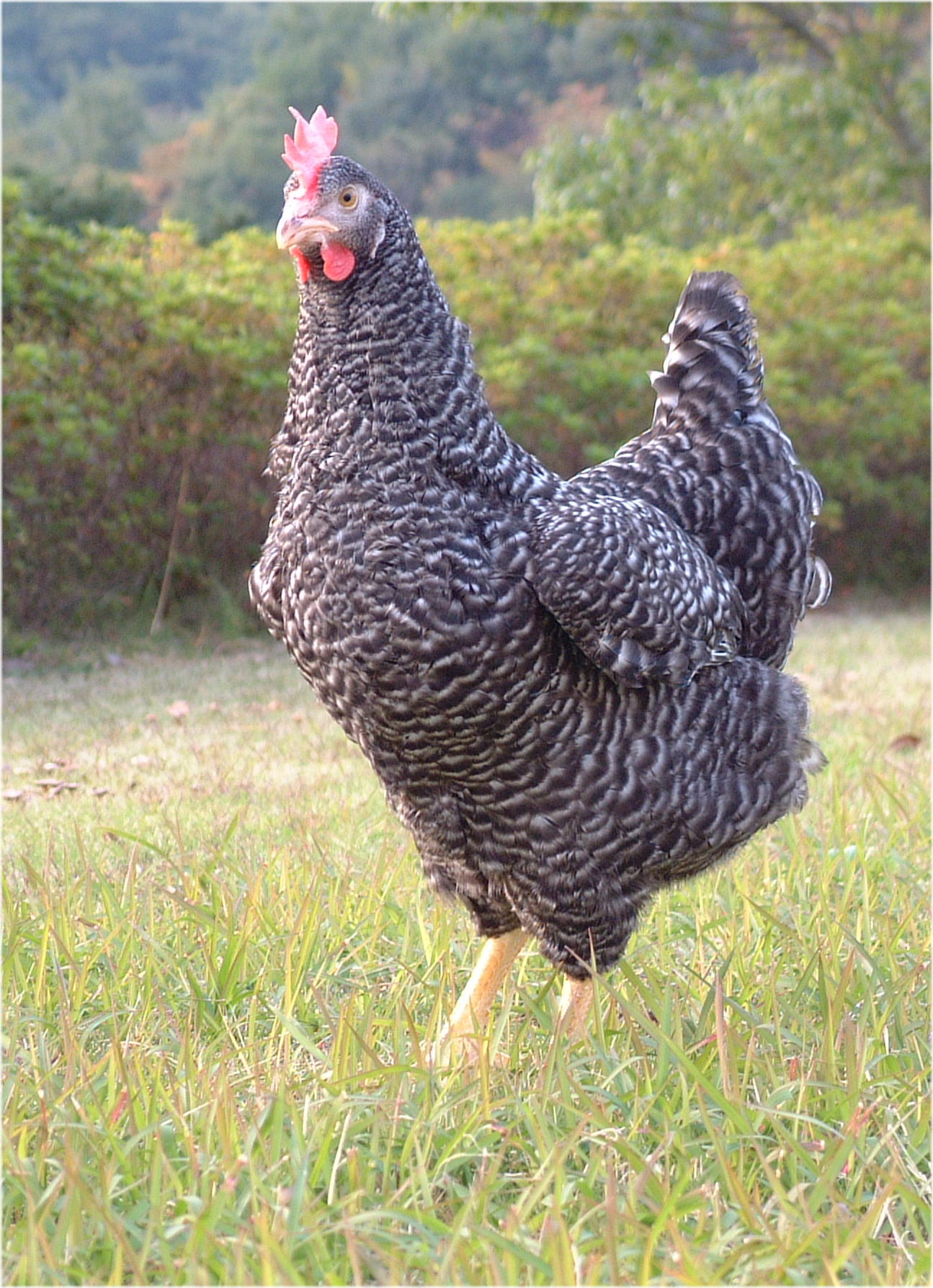
岡崎おうはん

岡崎おうはん（おかざきおうはん）はニワトリの品種名、ブランド名。卵肉兼用種であり、純日本産のニワトリである。

## 概要
岡崎おうはんは卵肉兼用種であるが、日本国外の卵用鶏を凌駕する産卵性能があると共に、鶏卵は卵黄が大きく美味い。なおかつ、鶏肉も美味であり、粗食にも耐える特性を併せ持っている。

## 経歴
横斑プリマスロック（オス）とロードアイランドレッド（メス）を掛け合わせ、家畜改良センター岡崎牧場にて2008年に誕生した。岡崎牧場において、独自に改良種を作出する初の試みでもあった。
しかしながら、新種である岡崎おうはんは産卵数や飼育日数がどれくらいなのか、利益が出やすいのかどうか、実績が不明であることから生産農家も飼育に手を出しにくい状況であった。そこで生産者向けの飼料販売会社であった株式会社太田商店が養鶏場を借りて、2010年ごろから鶏肉用にオスの飼育を初めた。2023年時点では太田商店は岡崎市内最大規模の岡崎おうはん生産者であり、鶏肉用として月産500羽程度、卵を産むメスを1000羽程度飼育している。
2012年に第8回「地鶏・銘柄鶏食味コンテスト」で最優秀賞を受賞。
2015年に経済産業省より、岡崎市の地域資源として認定された。
岡崎市内では岡崎おうはんを使ったグルメも次々と誕生している（2023年時点）。

## 特徴
外観
黒と白のしま模様。
一般的な卵用鶏と比較して大型。
オスはメスよりも鶏冠と尾が大きく、ケヅメがある。
卵
殻は褐色で、MSサイズからLサイズと鶏の大きさと比較すると卵は小さめのサイズ。LLサイズ以上はほとんど産卵しない
卵の大きさに反して黄身の割合が高い。一般の卵用鶏と比べると5%ほど黄身が大きい。
肉
肉質は、弾力があり、歯ごたえがしっかりしている。
試食会では以下のような感想が出ている。
- 肉自体に旨味がある。
- 胸肉はブロイラーのものと比べるとパサパサ感が無い。
- 胸肉とささみが予想以上にやわらかく、味に深みがある。

とくに育成期の飼料摂取量が多いが、卵重の増加が頭打ちになる時期には食下量も少なくなる。岡崎おうはんは飼料要求率も高いが、卵黄重1グラム当たりの飼料要求率では逆転し、大きな黄身を産む割には飼料を必要としないとも言える。岡崎おうはんは飼料費は嵩むことになるが、成鶏は鶏肉としての収入が期待でき、卵については取引上不利なLLサイズ以上の卵をほとんど産まないので、所得の向上が期待できる。

## 利用
一代交配種（F1）の親鳥としての利用があり、ロードアイランドレッドの雄と岡崎おうはんの雌を交配させた福地鶏が福井県にて育成されている。